# Ascensione (Stargate)

Un'Antica (Morgana) ascesa.

Nei telefilm fantascientifici Stargate SG-1 e Stargate Atlantis, l'Ascensione è un processo tramite il quale alcuni esseri senzienti e sufficientemente evoluti possono effondere i loro corpi fisici e vivere in eterno come pura energia in un sommo piano di esistenza, pieno di conoscenza e potere. Si tratta di un'illuminazione mentale e spirituale che comporta l'acquisizione di un certo livello di saggezza ed auto-conoscenza.
Il termine è stato introdotto per la prima volta nell'episodio della terza stagione di Stargate SG-1 Istinto materno, ma in seguito divenne uno dei temi centrali dei due telefilm, soprattutto di Stargate Atlantis.

## Metodi dell'Ascensione
L'ascensione può essere di due tipi: spirituale o evolutiva. In entrambi i casi, il corpo fisico di un mortale si converte in energia (a volte lasciando dietro di sé un involucro vuoto), ed un fascio di luce sorge e s'innalza verso il cielo. Sembra che questo procedimento beffi in qualche modo la morte fisica e molte persone sono ascese al momento o poco prima della morte.

### Ascensione Spirituale
Se un essere è puro di spirito (ad esempio è moralmente buono), allora la meditazione alla ricerca dell'illuminazione può portare ad una diretta ascensione oppure quando si raggiunge la saggezza completa, ed una mente totalmente aperta, e si sono vinte le paure e l'attaccamento al mondo materiale. Questo processo ha la sua terminazione naturale nella morte, momento nel quale l'essere ascende. È possibile attuare l'ascensione mentre si è ancora in vita. Nel processo di ascensione tramite la meditazione molti esseri ottengono gli stessi poteri sovrannaturali posseduti dagli utilizzatori del Risequenziatore DNA, compresa la telepatia, la telecinesi, una sensitività superumana, velocità e forza, la precognizione, una perfetta salute e l'abilità di guarirsi autonomamente con il tocco.
In alternativa, un essere che ha operato l'ascensione in precedenza può aiutare un mortale a conseguirla a sua volta. L'Antico Oma Desala, che aveva fondato i miti della terra di Madre Natura, ha aiutato molti esseri ad ascendere in questo modo, ed in particolare il personaggio principale Daniel Jackson. In questo caso, un essere non necessariamente deve essere moralmente retto, come nel caso di Anubis, sebbene nessun essere asceso accetterebbe consapevolmente di far ascendere un essere moralmente malvagio.

### Ascensione Evolutiva
L'ascensione può anche essere un processo fisico, poiché, in essenza, gli esseri ascesi sono ancora strettamente fisici. Un essere umano che sviluppa l'abilità di usare almeno il 90% del proprio  cervello può imparare ad ascendere senza molte difficoltà.
Gli Antichi sono ascesi naturalmente e hanno raggiunto questo obiettivo senza l'aiuto della tecnologia. Essi tuttavia, svilupparono il DNA Resequencer, un dispositivo capace di trasformare gli esseri umani donando loro la capacità della telecinesi, la telepatia e il potere di curare con il contatto fisico e di ascendere (poiché tutte le altre facoltà sono una conseguenza del potere di ascensione).
La nemesi degli Antichi, gli Ori, sono ascesi anche loro ma non è chiaro come. Si sa però che loro seguirono una metodologia religiosa più che scientifica.

## Il piano di esistenza superiore
Il piano di esistenza superiore è il luogo dove giungono gli esseri ascesi. Esso è popolato da innumerevoli specie e creature diverse, e in primo luogo dagli Antichi e dagli Ori.
Vi sono anche Tau'ri, umani di altri pianeti, alcuni Furling e alcuni Nox.

### Regole
Gli antichi osservano scrupolosamente la regola di non interferire con gli eventi del piano di esistenza sottostante, e impongono questa regola ai loro seguaci. L'origine di questo comandamento risiede nel timore di abbassarsi al livello degli Ori, finendo per comportarsi come loro.
Alcuni antichi hanno tuttavia infranto questa regola: ad esempio, Orlin fu imprigionato su un pianeta per aver fornito ai suoi abitanti una tecnologia in grado di difenderli dai goa'uld, mentre Merlino aveva lavorato di nascosto sulla Terra per creare il Santo Graal, un'arma per distruggere gli esseri ascesi, in prospettiva di una guerra contro gli Ori.

## Poteri derivanti dall'Ascensione
L'ascensione offre molti poteri. Gli esseri ascesi hanno dimostrato di essere capaci di cose miracolose. Si è visto che essi possono formare Stargate, far ricomparire grandi strutture o addirittura pianeti dopo la loro distruzione, variare il flusso del tempo, effettuare attacchi con sfere di energia incandescenti, aiutare altre persone ad Ascendere.
Gli ascesi sono in grado di interagire con gli esseri fisici, e di utilizzare varie tecnologie. Hanno un potere generale sulla natura (ad esempio, causando fulmini dove desiderano) così come possono utilizzare la telepatia e, in alcuni casi, la precognizione e la telecinesi.
Si possono presentare ai mortali in qualsiasi forma (animale, vegetale, ecc..), e sono immortali.